# گریگوری گامبورتسف
 گریگوری گامبورتسف (روسی: Григо́рий Алекса́ндрович Га́мбурцев؛ زاده ۱۹۰۳ درگذشته ۲۸ ژوئن ۱۹۵۵) یک فیزیک‌دان اهل روسیه بود.